# 照明寺 (葛飾区)
照明寺（しょうみょうじ）は、東京都葛飾区にある真言宗豊山派の寺院。

## 歴史
1301年（正安3年）に開山された。正福寺が現在地に移転した後に、改めて一寺を設けたのが起源である。ただし、その後の水害で開山・開基などの詳細な由来は不明となっている。
1855年（安政2年）の大地震で本堂は倒壊したが、間もなく再建されている。1878年（明治11年）と1926年（大正15年）に修復工事が行われている。

## 交通アクセス
- 新小岩駅より徒歩11分（経路案内）。